# 捷米尔别克·科绍耶夫
捷米尔别克·库代别尔格诺维奇·科绍耶夫（俄语：Темирбек Кудайбергенович Кошоев；1931年8月1日—2009年6月23日），吉尔吉斯族，苏联党和国家领导人。曾任奥什州长；吉共奥什州委第一书记；吉尔吉斯苏维埃社会主义共和国最高苏维埃主席团主席；苏联最高苏维埃主席团副主席等职。

## 生平
- 1931年8月1日出生于凯明区基奇克明村。父亲是一名护林员，曾参与一战、芬兰内战和苏德战争。他由母亲抚养长大。1950年毕业于伏龙芝林业学院。
- 1950年-1952年，伏龙芝州凯明区林场护林员。1952年加入苏联共产党。
- 1952年-1957年，吉尔吉斯农学院学习。
- 1957年-1960年，吉共中央委员会指导员兼吉共奥什州委第二书记。
- 1960年-1962年，吉共中央农业部副部长兼奥什州卡拉苏区长。
- 1962年-1963年，吉共贾拉拉巴德州苏扎克区委第一书记。
- 1963年-1966年，奥什州第一副州长兼奥什州农业厅副厅长。
- 1966年-1978年，奥什州长。
- 1978年-1981年1月，吉共奥什州委第一书记。
- 1981年1月-1987年8月，吉尔吉斯苏维埃社会主义共和国最高苏维埃主席团主席兼苏联最高苏维埃主席团副主席。
- 1987年8月起退休，享受伏龙芝市工会养老金待遇。
- 2009年6月23日于比什凯克逝世，享年77岁。

科绍耶夫是苏共23,25-27大代表；第26届中央审计委员，第27届中央候补委员；第10-11届苏联最高苏维埃民族院代表，第6-11届吉尔吉斯苏维埃社会主义共和国最高苏维埃代表。

## 荣誉
苏联：
- 十月革命勋章
- 劳动红旗勋章
- 荣誉勋章
- 劳动英勇奖章

吉尔吉斯斯坦：
- 三级玛纳斯勋章
- 玛纳斯一千周年奖章（1995）